# Leichtathletik-Europameisterschaften 1946/Kugelstoßen der Männer

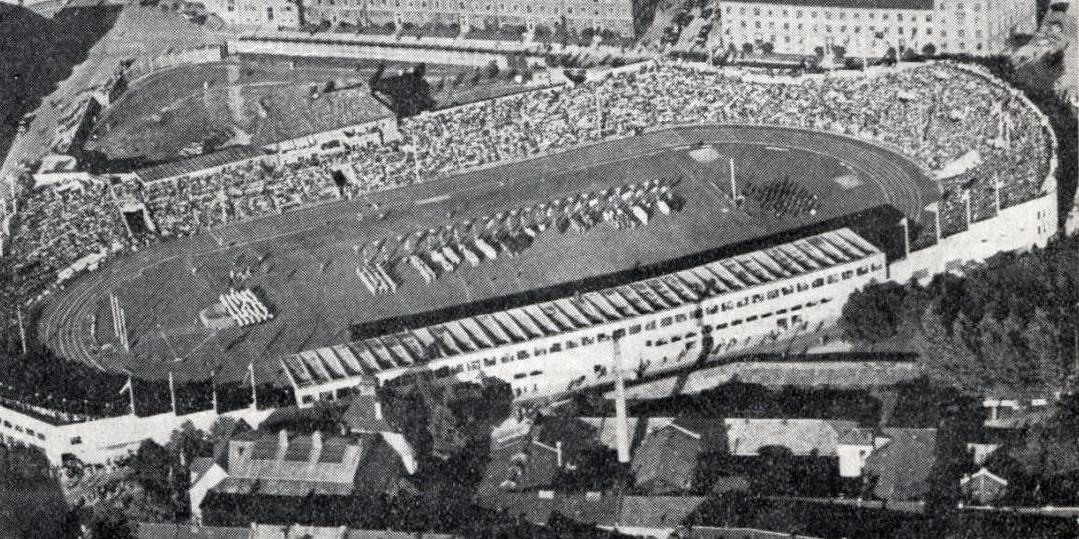
Das Bislett-Stadion in Oslo kurz nach den Europameisterschaften

Der Kugelstoßen der Männer bei den Leichtathletik-Europameisterschaften 1946 wurde am 23. August 1946 im Bislett-Stadion der norwegischen Hauptstadt Oslo ausgetragen.
Europameister wurde der Isländer Gunnar Huseby. Den zweiten Platz belegte Dmitri Gorjainow aus der UdSSR. Der Finne Yrjö Lehtilä gewann die Bronzemedaille.

## Bestehende Rekorde
| Weltrekord           | 17,40 m | Jack Torrance    | Oslo, Norwegen                     | 5. August 1935    |
| Europarekord         | 16,60 m | Hans Woellke     | Frankfurt am Main, Deutsches Reich | 20. August 1936   |
| Meisterschaftsrekord | 15,83 m | Aleksander Kreek | EM Paris, Frankreich               | 4. September 1938 |

Der bestehende EM-Rekord wurde bei diesen Europameisterschaften nicht erreicht. Die größte Weite erzielte der spätere Europameister Gunnar Huseby aus Island mit 15,64 m in der Qualifikation am 23. August, womit er den Meisterschaftsrekord um neunzehn Zentimeter verfehlte. Gleichzeitig blieb er 94 Zentimeter unter dem Europa- und 1,76 Meter unter dem Weltrekord. Im Finale wurde er mit 15,56 m Europameister.

## Qualifikation
23. August 1946
Für das Finale qualifizierten sich die ersten neun Athleten – hellblau unterlegt. Die Qualifikationsweite für das direkte Erreichen des Finales betrug 14,00 m. Neun Athleten übertrafen diesen Wert und zogen damit ins Finale ein.

Die erzielten Weiten gingen wie heute nicht in die Endwertung ein.
| Platz | Name                | Nation           | Weite (m) |
| ----- | ------------------- | ---------------- | --------- |
| 1     | Gunnar Huseby       | Island           | 15,64     |
| 2     | Thage Pettersson    | Schweden         | 14,72     |
| 3     | Yrjö Lehtilä        | Finnland         | 14,50     |
| 4     | Witold Gierutto     | Polen            | 14,49     |
| 5     | Eivind Sværen       | Norwegen         | 14,32     |
| 6     | Dmitri Gorjainow    | Sowjetunion      | 14,32     |
| 7     | Roland Nilsson      | Schweden         | 14,20     |
| 8     | Sulo Bärlund        | Finnland         | 14,11     |
| 9     | Lars Ulgenes        | Norwegen         | 14,02     |
| 10    | Čestmír Kalina      | Tschechoslowakei | 13,60     |
| 11    | Dave Guiney         | Irland           | 13,57     |
| 12    | Roger Verhaes       | Belgien          | 12,77     |
| 13    | Mieczysław Łomowski | Polen            | 12,53     |

## Finale

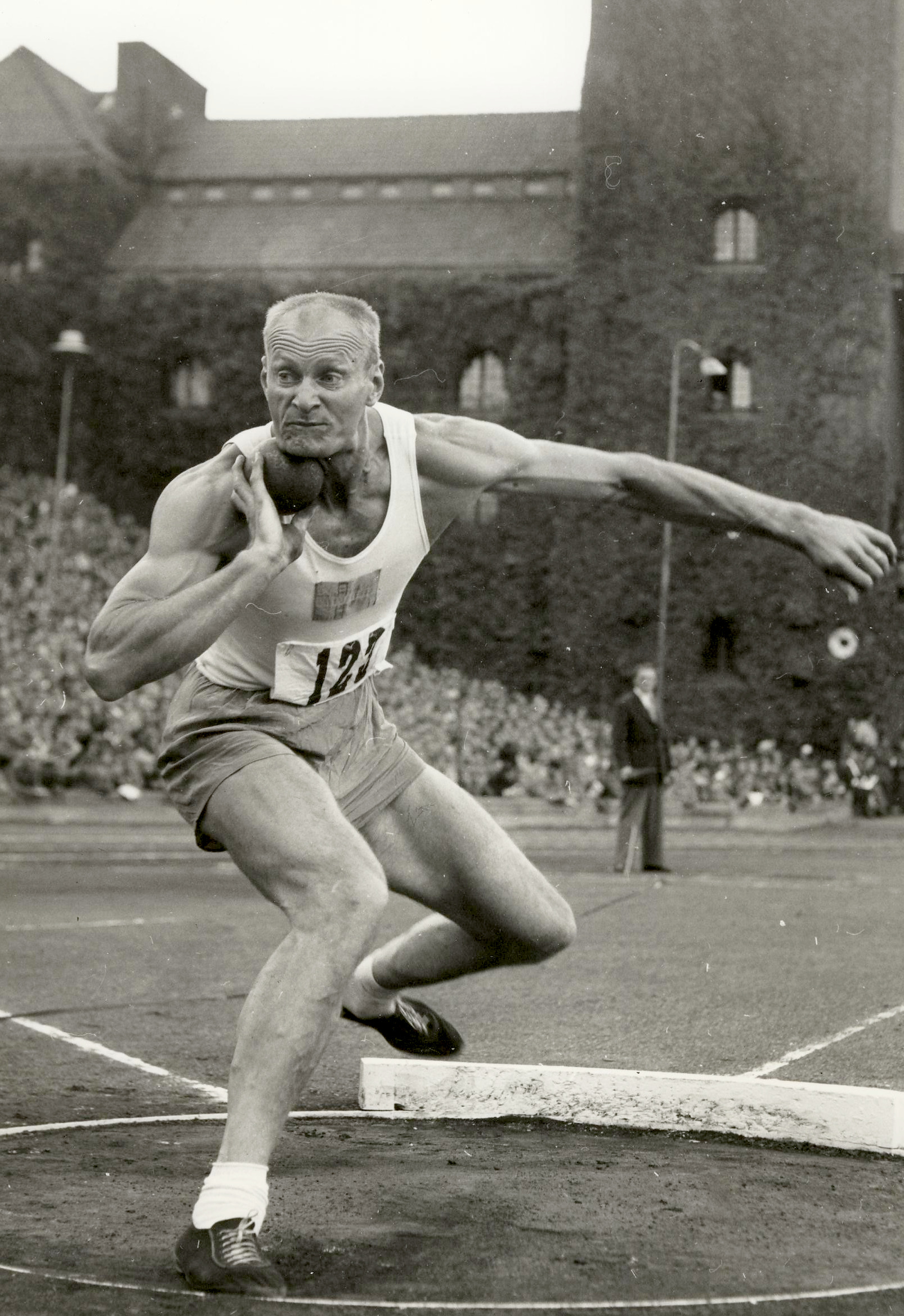
Roland Nilsson kam auf den vierten Platz
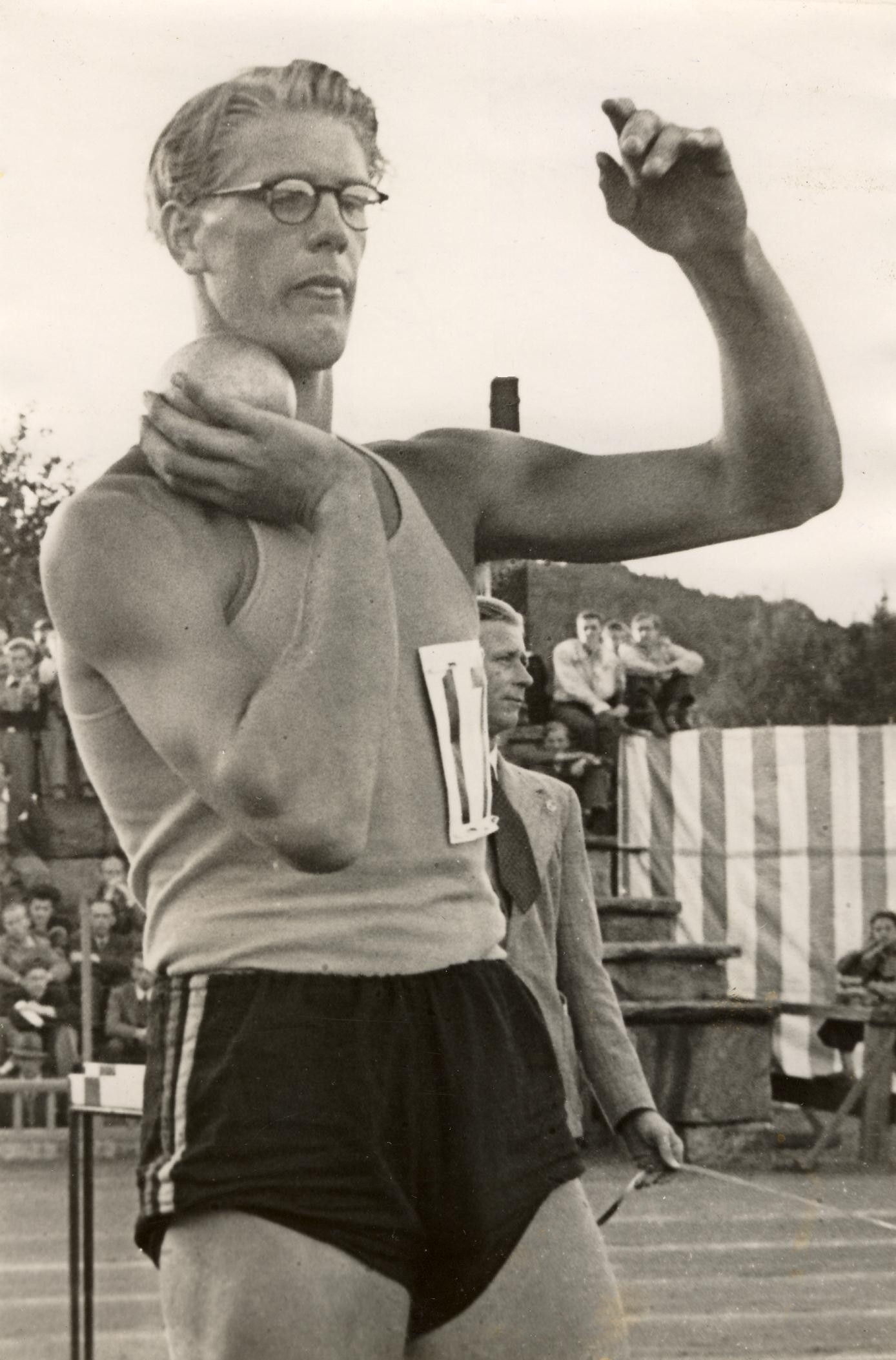
Thage Pettersson belegte Rang fünf
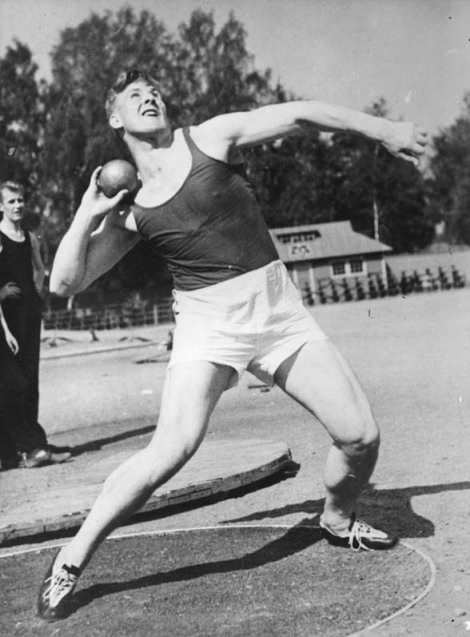
Sulo Bärlund, Olympiazweiter von 1936 und EM-Vierter von 1938, erreichte Platz sechs

23. August 1946, 18.30 Uhr
| Platz | Name             | Nation      | Weite (m) |
| ----- | ---------------- | ----------- | --------- |
| 1     | Gunnar Huseby    | Island      | 15,56     |
| 2     | Dmitri Gorjainow | Sowjetunion | 15,25     |
| 3     | Yrjö Lehtilä     | Finnland    | 15,23     |
| 4     | Roland Nilsson   | Schweden    | 15,16     |
| 5     | Thage Pettersson | Schweden    | 14,87     |
| 6     | Sulo Bärlund     | Finnland    | 14,75     |
| 7     | Eivind Sværen    | Norwegen    | 14,34     |
| 8     | Lars Ulgenes     | Norwegen    | 14,28     |
| 9     | Witold Gierutto  | Polen       | 13,90     |